# Sistema educatiu d'Espanya
El sistema educatiu actual a Espanya, segons la LOE, classifica els ensenyaments en: règim general (educació infantil, educació primària, educació secundària obligatòria (ESO), batxillerat, formació professional de grau mitjà i de grau superior) i règim especial (ensenyaments artístics i d'idiomes). L'ensenyament és obligatori entre els sis i els setze anys. i compta amb el suport del govern estatal juntament amb els governs de cadascuna de les 17 comunitats autònomes.
A Espanya, l'educació primària i secundària es considera educació bàsica (obligatòria). Aquests són Primària (de 6 a 12 anys), que és l'equivalent espanyol de l'escola primària i el primer any de secundària, i la Secundària (de 12 a 16 anys).
El 2020-2021, Espanya té 9.909.886 estudiants. El grup més nombrós correspon a l'educació primària, amb 4.654.727 alumnes, seguit de secundària amb 2.730.036 i universitaris amb 1.633.358. El grup més reduït són els de formació professional, amb 887.710 alumnes.
El sistema educatiu espanyol està regulat per la Llei Orgànica 8/2013, de 9 de desembre, per a la millora de la qualitat educativa' (LOMCE, Llei orgànica per a la millora de la qualitat educativa) que amplia l'article 27 de la Constitució Espanyola de 1978.
Espanya està treballant per reformar l'educació professional i modernitzar l'educació per aturar i revertir l'augment de les taxes d'atur.

## Competències
La Constitució espanyola de 1978 estableix que el govern nacional i les comunitats autònomes tenen competències en matèria d'educació. Els articles que parlen d'aquest fet són el 148 i el 149. El govern estatal té la potestat de decidir els certificats acadèmics i professionals i els requisits per a la seva adquisició. També estableix les matèries que s'imparteixen, els criteris d'avaluació i la seva expressió.

## Educació infantil

### Estructura
Dos cicles educatius de tres cursos acadèmics cadascun, que s'anomenen: 
- Primer cicle d'educació infantil o Llar d'Infants (0-3 anys).
- Segon cicle d'educació infantil (3-6 anys).

## Educació primària

### Estructura
Tres cicles de dos cursos cadascun: 
- Cicle inicial (6-8 anys).
- Cicle mitjà (8 -10 anys).
- Cicle superior (10-12 anys).

## Educació secundària

### Estructura
Dos cicles de dos cursos acadèmics cadascun:
- 1r Cicle (12 -14 anys).
- 2n Cicle (14-16 anys).

En acabar l'ESO l'alumne té diverses opcions:
- Cursar els cicles formatius de grau mitjà.
- Accedir al Batxillerat.
- Incorporar-se al món del treball (perquè ja té l'edat mínima per a accedir-hi).

Si s'acaba l'etapa sense el graduat, es pot accedir als Programes de Qualificació Professional Inicial.

## Batxillerat

### Estructura
Consta d'un cicle de dos cursos acadèmics (16-18 anys) dividit en modalitats:
- Arts.
- Ciències i tecnologia
- Humanitats i Ciències Socials.

### Modalitats
En acabar: Pot accedir al batxillerat convalidant a més determinades matèries o incorporar-se al mercat laboral Matèries comunes (30 crèdits) (en tots els batxillerats).
- A Catalunya, Illes Balears i el País Valencià, llengua i literatura catalana; a Euskadi i Navarra, llengua i literatura basca i a Galícia llengua i literatura gallega.

- Llengua castellana i Literatura.

- Llengua estrangera.

- Filosofia.

- Història.

- Educació física*(només a primer de batxillerat).

- Religió (voluntària).

- Ciències pel món contemporani (només a primer de batxillerat).

#### Modalitat Arts
L'alumne tria un mínim de 6 matèries de la modalitat que vol cursar (equivalen a 18 crèdits). Aquest mínim es completa amb les matèries optatives.
- Dibuix artístic.

- Dibuix tècnic.

- Fonaments del disseny.

- Història de l'Art.

- Imatge.

- Tècniques d'expressió graficoplàstica.

- Volum.

#### Modalitat Humanitats i Ciències Socials
L'alumne tria un mínim de 6 matèries de la modalitat que vol cursar (equivalen a 18 o 21 crèdits). Aquest mínim es completa amb les matèries optatives.
- Llatí.

- Matemàtiques aplicades a les Ciències socials.

- Economia i organització d'empresa.

- Grec.

- Economia.

- Geografia.

- Història de l'Art.

- Història del món contemporani.

- Història de la música.

- Literatura castellana.
- A Catalunya, Illes Balears i el País Valencià, literatura catalana; a Euskadi i Navarra, literatura basca i a Galícia literatura gallega.

#### Modalitat Ciències de la naturalesa i la Salut
L'alumne tria un mínim de 6 matèries de la modalitat que vol cursar (equivalen de 21 a 24 crèdits). Aquest mínim es completa amb les matèries optatives.
- Matemàtiques.

- Biologia.

- Física.

- Química.

- Ciències de la Terra i del Medi ambient.

- Dibuix tècnic.

#### Modalitat Tecnologia
L'alumne tria un mínim de 6 matèries de la modalitat que vol cursar (equivalen a 18 o 21 crèdits). Aquest mínim es completa amb les matèries optatives.
- Física.
- Matemàtiques.
- Tecnologia industrial.
- Dibuix tècnic.
- Electrotècnia.
- Mecànica.
- Química.

#### Optatives
Són matèries de modalitat o optatives tipificades o bé optatives ofertes pel centre docent. L'alumne ha de completar els crèdits necessaris per arribar al total, amb matèries de la mateixa modalitat, d'altres modalitats, o amb matèries optatives, que poden ser tipificades pel Departament d'Educació o ofertes pel centre. Les matèries optatives tipificades pel Departament d'Educació són les que figuren en el quadre següent:
- Segona llengua estrangera.
- Ampliació de Matemàtiques.
- Biologia humana.
- Electrònica.
- Estada a l'empresa.
- Estètica.
- Expressió vocal.
- Formació laboral
- A Catalunya, Història de Catalunya.
- Informàtica.
- Literatura universal.
- Lògica i Metodologia.
- Psicologia.
- Simbologia religiosa.
- Sociologia.

## Formació professional específica de grau mitjà

### Accés
Tenir el títol de Graduat en Educació Secundària o equivalent o bé superar la prova d'accés.
CC

### Estructura
Comprèn un conjunt de cicles formatius que s'organitzen en mòduls professionals.
Els cicles formatius estan organitzats en diferents famílies professionals.

## Formació professional específica de grau superior

### Accés
Amb el títol de Batxillerat o mitjançant la prova d'accés (diferenciant si ve de la FP de grau mitjà o no).

### Estructura
Comprèn un conjunt de cicles formatius que s'organitzen en mòduls professionals.

## Ensenyaments per adults
L'edat mínima per participar en aquestes activitats és de 16 anys.

## Ensenyaments de règim especial
Els ensenyaments que comprenen aquest apartat no estan integrats en els nivells, les etapes o els cicles que constitueixen el règim general.
Tenen la seva estructura i el seu nivell propis, i poden anar des dels ensenyaments elementals fins a estudis equivalents a diplomatura o llicenciatura.
Són ensenyaments de règim especial: 
1. Arts plàstiques i Disseny.
2. Conservació i Restauració de béns culturals.
3. Música.
4. Dansa.
5. Art Dramàtic (Teatre).
6. Idiomes.

## Educació universitària
Els estudis universitaris s'estructuren en cicles, i prenen com a mesura de la càrrega lectiva el crèdit.

### Estructura i accés
- Estudis de 1r cicle: Accés amb la preinscripció. Són estudis terminals i en acabar s'obté els títols de Diplomat, Mestre, Arquitecte tècnic o bé Enginyer Tècnic. També permeten l'accés a estudis de 2n cicle.

- Estudis de 1r i 2n cicle: Accés amb la preinscripció universitària. La seva superació dona dret a l'obtenció dels títols de Llicenciat, Arquitecte o bé Enginyer. La superació del primer cicle de qualsevol d'aquests estudis no comporta l'obtenció de cap titulació oficial, però pot ser vàlida per a la incorporació a uns altres estudis de segon cicle.

- Estudis de segon cicle: Accés per mitjà d'un primer cicle universitari, o bé estant en possessió del títol de diplomat, arquitecte tècnic, enginyer tècnic o mestre, sempre que aquests estudis s'ajustin a la normativa d'accés per a cadascun dels segons cicles. La seva superació dona dret a l'obtenció dels títols de llicenciat, arquitecte o enginyer.

- Estudis de 3r cicle: Són els anomenats programes de doctorat. L'accés ve regulat per la mateixa universitat, per mitjà de la Comissió de Doctorat. Cal estar en possessió del títol de llicenciat, arquitecte o enginyer.

### Títols propis
Són estudis no reglats conduents a una titulació no oficial, reconeguda només per la universitat que els imparteix.
Aquests estudis tenen la mateixa estructura que els estudis reglats: per tant, hi ha títols propis de primer cicle, de primer i segon cicle i de segon cicle.
Les universitats regulen l'accés als títols propis i en fixen els preus acadèmics. També poden oferir títols de postgrau no oficials.